# FabLab

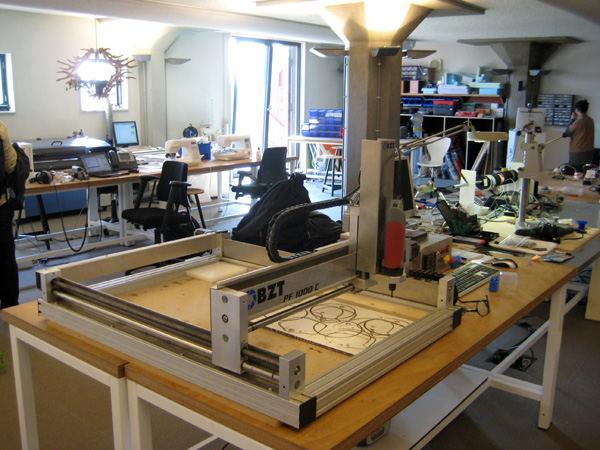
Das FabLab der Waag Society in Amsterdam. (2009)

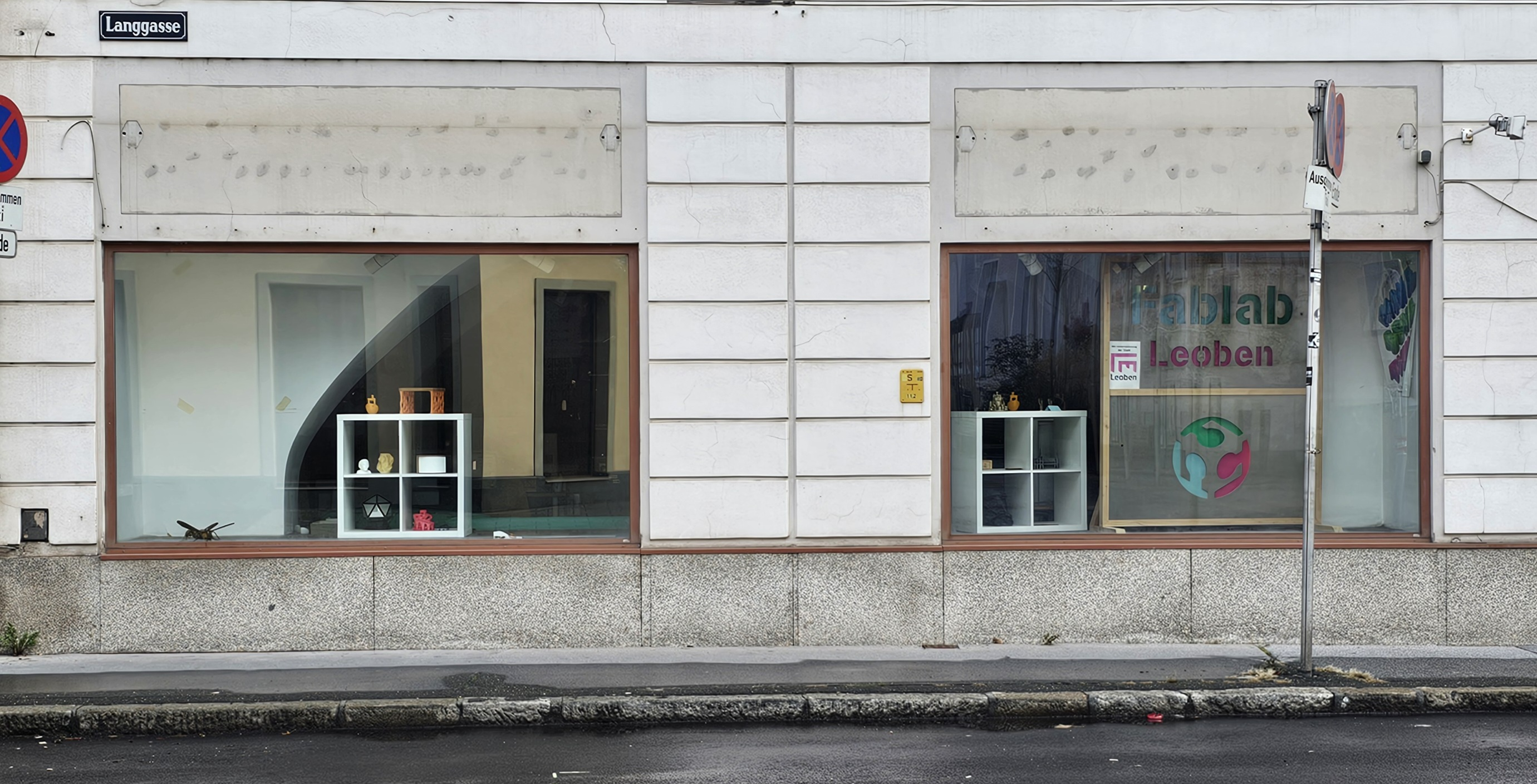
Das von Bruno Buchmayr initiierte FabLab Leoben. (2024)

Ein FabLab (von englisch fabrication laboratory ‚Fabrikationslabor‘), manchmal auch Makerspace genannt, ist eine offene Werkstatt mit dem Ziel, Privatpersonen und einzelnen Gewerbetreibenden den Zugang zu modernen Fertigungsverfahren für Einzelstücke zu ermöglichen.
Typische Geräte sind 3D-Drucker, Laser-Cutter, CNC-Maschinen, Pressen zum Tiefziehen oder Fräsen, um unterschiedliche Materialien und Werkstücke bearbeiten zu können („make almost anything“). FabLabs erlauben die Anfertigung von individualisierten Einzelstücken oder nicht mehr verfügbaren Ersatzteilen (Rapid Manufacturing).
Weil FabLabs damit lokale Reparaturen und Zugang zu technischer Bildung erlauben, wird ihre Rolle mancherorts als eine Art „vernetzter lokaler öffentlicher Dienst“ bewertet. Es gibt Überlappungen und Kooperationen mit Bildungseinrichtungen wie Schulen und Hochschulen, der Open-Hardware-, Open-Source- und der DIY-Bewegung.

## Entstehung
Das erste FabLab wurde von Neil Gershenfeld am Massachusetts Institute of Technology (MIT) im Jahr 2002 initiiert und begründete die weltweit schnell wachsende „Maker“-Bewegung. Thematisch sind FabLabs im Umfeld von Open Hardware angesiedelt, zum Beispiel mittels selbstreplizierender 3D-Drucker. Der Unterschied zur Selbsthilfewerkstatt besteht im Einsatz von Hochtechnologien und dem teilweise experimentellen Charakter. In Deutschland werden entsprechende Projekte zum Beispiel im Rahmen der Umweltbildung staatlich gefördert, auch ihre Relevanz für den schulischen Einsatz und zur Vermittlung technisch-naturwissenschaftlicher Kenntnisse wird vermehrt diskutiert. An Unternehmen und Hochschulen können FabLabs und Makerspaces der Innovationssteigerung und dem beschleunigten Technologietransfer dienen.

## Finanzierung
Träger der Einrichtungen sind oft eingetragene Vereine, die Zugang und Nutzung gemeinnützig und ohne Gewinnorientierung bereitstellen. Die Finanzierungsmodelle können sich dabei durch Spenden und Mitgliedsbeiträge unterscheiden. In Einzelfällen entlehnen sich kommerzielle Angebote wie Coworking-Spaces mit Werkstatt die Bezeichnung. Dies ist irreführend, da die Fab Charta als Regelwerk aller FabLabs die Gewinnerzielungsabsicht verbietet, sofern sie den Zugang oder Aktivitäten anderer einschränkt. Vielmehr sollen FabLabs den Nutzenden die Prototypisierung ermöglichen, die nach Auslagerung in eigene Gründungen auch vermarktet werden kann.

## Ziele und Zielgruppen
FabLabs können den Zugang zu Produktionstechnologien und Produktionswissen auch dort ermöglichen, wo dies aus Gründen von Bildung, Alter, Wohlstand oder Region eher schwierig ist. Sie vermitteln technisches Know-how für unterschiedliche Zielgruppen und tragen so zu einer Erhöhung der Bildungsgerechtigkeit bei.
FabLabs richten ihre Aktivitäten nach der internationalen „Fab Charter“ aus. Die Charta ist das Selbstverständnis der FabLabs und gibt Leitlinien für die Bereiche Mission, Zugang, Bildung, Verantwortung, Geheimhaltung und Geschäft. In der Charta sind wichtige Aspekte wie der offene Zugang (Open Access), Verantwortung für das eigene Handeln gegenüber anderen Menschen, Maschinen und der Umwelt, offene und freie Wissensvermittlung für Privatnutzung, geistige Eigentumsrechte und kommerzielle Aktivitäten geregelt.
FabLabs machen verschiedene Produktionstechnologien für kleine Arbeitsgruppen oder Einzelpersonen verfügbar, ähnlich wie der Personal Computer seit den 1970er Jahren elektronische Informationsverarbeitung oder ab 1985 Desktop-Publishing für viele Menschen ermöglichte. Drechsel- und Fräsmaschinen sind in der Anschaffung für Einzelpersonen verhältnismäßig teuer. Im Rahmen des Coworking können zum Beispiel auch traditionelle Berufe, die durch die maschinelle Serienfertigung aussterben, teilweise mit ihrem Know-how überleben. Zudem bieten FabLabs auch für die Kreativwirtschaft neue Möglichkeiten. Darüber hinaus wird die Rolle von Makerspaces für Emanzipation, Empowerment und post-industrielles vernetztes, aber dezentrales Arbeiten (Post-Automation) diskutiert.
2012 empfahl das Ministerium für Handel und Industrie Singapurs, das Land müsse angesichts der voraussichtlichen Umwälzung der globalen industriellen Landschaft eine „Maker-Bewegung“ kultivieren, die Angehörigen von Bildungseinrichtungen, in der Freizeit Interessierten und Berufstätigen gleichermaßen Zugang zu neuen Fertigungstechnologien und FabLabs gebe.

## FabCity-Netzwerk

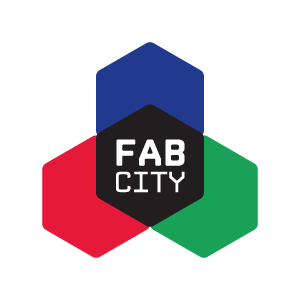
Logo des FabCity-Netzwerks

Die Fab City Global Initiative versammelt Städte und Kommunen, die sich bis 2054 alle Verbrauchsgüter selbst herstellen wollen. Die beteiligten Städte greifen dabei auf zehn im FabCity-Manifest festgeschriebene Prinzipien zurück:
1. Ökologie
2. Inklusivität
3. Glokalismus
4. Partizipation
5. Ökonomisches Wachstum und Beschäftigung
6. Lokale Produktion
7. Mensch im Fokus
8. Ganzheitlichkeit
9. Open-Source
10. „Experimentierfreude“

Initiiert wurde das Netzwerk 2014 durch das von Neil Gershenfeld geleitete MIT Center for Bits and Atoms (CBA), der Fab Foundation, dem Institute for Advanced Architecture of Catalonia (IAAC), dem FabLab Barcelona, sowie der Ankündigung des Bürgermeisters der Stadt. Weitere Organisationen und Bildungseinrichtungen zählen zum Unterstützerkreis. Bisher haben sich weltweit 28 Städte dem Ziel verschrieben (Stand: Februar 2020). Als erste Stadt im deutschsprachigen Raum ist am 27. Juni 2019 Hamburg dem Bündnis beigetreten. 2017 äußerte sich der damalige Premierminister von Bhutan, Tshering Tobgay, positiv zum FabLab-Konzept dezentraler und open-source-basierter Produktion sowie den verbundenen Stadtentwicklungsinitiativen, die er als potentiellen Beitrag zum Bruttonationalglück (BNG) auffasst. Seines Erachtens sei Bhutan dafür geeignet, das Konzept auf nationalem Maßstab zu adaptieren.

## Organisation in Deutschland und Europa
Neben der internationalen Förderstruktur sind FabLabs in Deutschland und im deutschsprachigen Raum im Verbund Offener Werkstätten e. V. organisiert. Daneben koordinieren hochschulnahe FabLabs als Teil des vom Bundesministerium für Bildung und Forschung (BMBF) geförderten Forschungsverbundes FAB101 organisierten Jahreskonferenzen (Fab:UNIverse).
Die FabCity Hamburg wird durch das Bundesministerium für Wirtschaft und Energie (BMWi) mit neun Millionen Euro gefördert (Stand Januar 2021). Im Zuge dessen wird das Fab City OS entwickelt, das ein Interface zur integrierten und kreislaufbasierten Wertschöpfung bieten soll. Bestandteil ist das Projekt FabAccess zur förderierten Verwaltung von Maschinenparks und Qualifikationen. Das Team wurde 2020 durch den Prototype Fund (BMBF) unterstützt.
In Frankreich haben sich etwa 400 Fablabs zum Verband Réseau français des fablabs (RFFLabs) zusammengeschlossen.

### Handbuch
- Bockermann, Iris; Borchers, Jan; Brocker, Anke; Lahaye, Marcel; Moebus, Antje; Neudecker, Stefan; Stickel, Oliver; Stilz, Melanie; Wilkens, Daniel; Bohne, René Pipek, Volkmar; Schelhowe, Heidi: Handbuch Fab Labs: Einrichtung, Finanzierung, Betrieb, Forschung & Lehre. Bombini Verlag, Bonn 2021, ISBN 978-3-946496-26-7, S. 256 (bombini-verlag.de).

### Monographien
- Neil A. Gershenfeld: Fab: the coming revolution on your desktop—from personal computers to personal fabrication. Basic Books, New York 2005, ISBN 0-465-02745-8.
- Neil A. Gershenfeld, Alan Gershenfeld & Joel Cutcher-Gershenfeld: Designing Reality. How to Survive and Thrive in the Third Digital Revolution. Basic Books, New York 2017, ISBN 978-0465093472.

### Sammelwerke
- Andrea Baier, Tom Hansing, Christa Müller, Katrin Werner (Hrsg.): Die Welt reparieren. Open Source und Selbermachen als postkapitalistische Praxis. transcript, Bielefeld 2016, ISBN 978-3-8376-3377-1.
- Julia Walter-Herrmann, Corinne Büching (Hrsg.): FabLab – Of Machines, Makers and Inventors. Transcript, Bielefeld 2013, ISBN 978-3-8376-2382-6.
- Manuel Moritz et al. (Hrsg.):  Global collaboration, local production. Fab City als Modell für Kreislaufwirtschaft und nachhaltige Entwicklung. Reihe SDG. Forschung, Konzepte, Lösungsansätze zur Nachhaltigkeit. Springer, Wiesbaden 2024. ISBN 978-3-658-44113-5. (Open Access im Erscheinen)
- Christina Schachtner (Hrsg.): Kinder und Dinge. Dingwelten zwischen Kinderzimmer und FabLabs., transcript, Bielefeld 2014, ISBN 978-3-8376-2553-0.
- Thomas Diez (Hrsg.): Fab City. The Mass Distribution of (Almost) Everything. IAAC, 2018. Print-on-Demand. ISBN 978-84-948142-1-1.

### Artikel
- Tobias Moorstedt: Du bist die Fabrik. Hrsg.: Süddeutsche Zeitung. Nr. 82, 10. April 2010 (rwth-aachen.de [PDF; 166 kB]).
- Niels Boeing: The future is fab. Technology Review, 3. März 2010, abgerufen am 9. Juni 2015.
- Hannes Gerhardt: The Promise of ‘Design Global, Manufacture Local’. In: From Capital to Commons: Exploring the Promise of a World Beyond Capitalism. Bristol University Press, Bristol 2023, ISBN 978-1-5292-2456-6, S. 93–112, doi:10.51952/9781529224566.ch005.
- Christina Schachtner: Children, Things and Culture. Observations in a Fab Lab. In: Gail Caruth, Marilena Ticusann (Hrsg.): Current Issues in Educational Methods and Theory in a Changing World. Athens Institute for Education and Research, Athens 2018, S. 131–146.